# 朴多率
朴多率（韩语： Park Dasol，1996年1月21日—），韩国女子柔道运动员，2017年亚洲柔道锦标赛女子52公斤级铜牌得主、2018年亚洲运动会女子52公斤级银牌得主、2021年亚洲柔道锦标赛女子52公斤级金牌得主。